# Insieme (Vanoni Paoli)
Insieme è un album dal vivo di Ornella Vanoni e Gino Paoli, pubblicato dalla CGD nel 1985.

## Tracce
1. Mediterraneo
2. Sassi
3. Domani è un altro giorno
4. L'appuntamento / Dettagli
5. Più
6. Albergo a ore (Les amants d'un jour)
7. Il cielo in una stanza
8. La gatta
9. Me in tutto il mondo / In un caffè / Che cosa c'è / Come si fa / Senza fine
10. Una ragione di più
11. La voglia di sognare
12. Col branco
13. Io so perché l'amore
14. Non andare via (Ne me quitte pas)
15. Ti lascio una canzone
16. La voglia la pazzia / Tristezza
17. Poeta, mio poeta
18. Samba in preludio
19. Vedrai vedrai
20. Io sì / Sapore di sale
21. Mi sono innamorato di te / Lontano lontano

## Formazione
- Ornella Vanoni - voce
- Gino Paoli - voce
- Aldo Mercurio - basso
- Adriano Pennino - tastiera, pianoforte
- Michele Ascolese - chitarra
- Dario Picone - tastiera
- Vittorio Riva - batteria
- Stefano Rossini - percussioni
- Amedeo Bianchi - sax